# Krallice
I Krallice sono una band black metal statunitense formata dai newyorkesi Colin Marston, Mick Barr, Nick McMaster e Lev Weinstein. Il gruppo è caratterizzato da un black metal sperimentale, particolarmente tecnico. Hanno pubblicato dieci album in studio e tre EP, e hanno dato alle stampe, in tempi recenti, l'LP Demonic Wealth, pubblicato il 5 marzo 2021. Sono stati descritti come "una delle band black metal più interessanti e coinvolgenti emerse negli ultimi anni" e "una delle band più importanti del black metal moderno".

## Storia
I Krallice sono stati formati da Colin Marston e Mick Barr nel 2007. Barr, intervistato, ha asserito che "Colin e io avevamo parlato di provare a fare un disco black metal insieme senza la reale volontà di farlo suonare bene o addirittura di pubblicarlo, ma mentre scrivevamo la musica abbiamo lasciato il tutto in quella forma. E ci è piaciuto più di quanto ci aspettassimo." Successivamente reclutarono Lev Weinstein alla batteria e Nicholas McMaster al basso e come secondo cantante. Hanno pubblicato il loro album di debutto Krallice nel 2008 per la Profound Lore con grande successo di critica. Le linee di basso in questo album sono state eseguite da Barr e Marston, mentre McMaster, che ha a sua volta imparato le parti di basso, si è occupato delle voci aggiuntive.
Hanno pubblicato il loro secondo album in studio Dimensional Bleedthrough nel novembre 2009 per la Profound Lore e la Gilead Media. L'album ha ricevuto elogi dalla critica ed è stato inserito in una serie di classifiche di fine anno. In questo periodo, Marston si è unito alla band death metal canadese Gorguts, Barr ha iniziato a collaborare con la band thrash metal sperimentale Barr-Nevai e Weinstein ha iniziato a lavorare con i Bloody Panda. Sono tornati con il loro terzo album integrale Diotima nell'aprile 2011, ottenendo un travolgente successo di critica. AllMusic ha scritto che "Al loro meglio, sono una forza sonora travolgente, e Diotima è il loro miglior album fino ad oggi."  Nello stesso anno hanno dato alle stampe un singolo intitolato Traditional, e l'EP di cover Orphans of Sickness.
I Krallice hanno pubblicato in modo indipendente il loro quarto album in studio Years Past Matter nell'agosto 2012. Pitchfork lo ha descritto come l'album più "implacabile" e "spietato" fino ad oggi, e "un'ora scoraggiante e gratificante che richiede un'immersione completa".  Invisible Oranges ha scritto che l'album "incorpora gli elementi giocosi e squallidi delle due precedenti uscite per mostrare una ritrovata moderazione che parla a un gruppo che perfeziona il proprio mestiere. Le complesse linee melodiche portano ancora la loro densità distintiva, ma vengono fornite con la finezza scoperta di una macchina stagionata e ben tenuta. C'è un evidente ridimensionamento, in particolare nell'introduzione di "IIIIIIIIII", ma il loro infallibile tiro alla fune tra oscuro caos e beata risoluzione sembra ancora più accentuato rispetto agli sforzi precedenti".
Dopo un periodo di silenzio, mentre i membri del gruppo portavano avanti altri progetti, la band ha pubblicato il quinto album integrale Ygg Huur il 30 luglio 2015. Il disco prende il nome da una suite di tre pezzi del compositore italiano Giacinto Scelsi.  L'album ha ricevuto recensioni estremamente positive da molti critici musicali. SPIN ha dato all'album 8/10, descrivendolo come "il materiale più esteriormente torturato della band dal loro debutto nel 2008, quando la loro interpretazione delle strutture black metal era ancora relativamente semplice".  Lo stile dell'album è stato paragonato a quello dei Gorguts, dei Deathspell Omega e degli Altar of Plagues. Successivamente, 1º gennaio 2016, hanno pubblicato l'EP Hyperion.

## Stile musicale
I Krallice suonano una forma di black metal progressivo e altamente tecnico, in qualche modo simile nello stile a quello dei Weakling e dei Wolves in the Throne Room. La musica della band è caratterizzata da dense chitarre multitraccia che spesso eseguono passaggi veloci e precisi caratterizzati dal tremolo. La band fa un uso frequente di strutture di canzoni lunghe e complesse. Il materiale precedente attingeva in maniera più decisa alle prime band black metal come Burzum, Gorgoroth e Ulver, anche se nel tempo la band ha notevolmente ampliato il proprio sound oltre quelle prime influenze.

## Formazione
- Mick Barr – voce, chitarra
- Colin Marston – chitarra
- Lev Weinstein - batteria (2008–presente)
- Nick McMaster - basso, voce (2008–presente)

## Discografia
Album in studio
- 2008: Krallice (Profound Lore)
- 2009: Dimensional Bleedthrough (Profound Lore)
- 2011: Diotima (Profound Lore)
- 2012: Years Past Matter (autoprodotto, Gilead Media)
- 2015: Ygg huur (autoprodotto, Gilead Media)
- 2016: Prelapsarian (autoprodotto, Gilead Media)
- 2017: Loüm (in collaborazione con Dave Edwardson, autoprodotto, Gilead Media)
- 2017: Go Be Forgotten (autoprodotto, Gilead Media)
- 2020: Mass Cathexis (Gilead Media)
- 2021: Demonic Wealth (Gilead Media)
- 2022: Crystalline Exhaustion

EP
- 2011: Orphan of Sickness (autoprodotto)
- 2016: Hyperion (autoprodotto, Gilead Media)
- 2019: Wolf (autoprodotto)

Singoli
- 2011: Traditional (autoprodotto)